# The Beatles' Second Album
The Beatles' Second Album es el segundo álbum de estudio estadounidense de la banda de rock The Beatles, lanzado al mercado el 10 de abril de 1964 por Capitol Records. También era su tercero en los Estados Unidos, contando con Introducing... The Beatles, lanzado por Vee-Jay Records como su primer álbum estadounidense en enero de 1964.

## Historia
Las canciones para este álbum provenían de diferentes discos de diferente formato editados en el Reino Unido entre 1963 y 1964. Cinco canciones eran originales del segundo LP británico del grupo, With the Beatles. Fueron las restantes que no se incluyeron en el álbum anterior de Capitol, Meet the Beatles!. También se añadió el tema "Thank You Girl" (la canción del lado B del sencillo británico "From Me to You"), y el sencillo "She Loves You"/"I'll Get You". "You Can't Do That" provenía de la cara 2 del álbum británico A Hard Day's Night, y que era, por tanto, una canción que no aparecía en la película de mismo nombre. También se incluyeron dos nuevas canciones, "Long Tall Sally" y "I Call Your Name", las cuales se lanzarían dos meses más tarde en el Reino Unido en el EP Long Tall Sally.
The Beatles' Second Album llegó al número uno en el Billboard Hot 100 en Estados Unidos, relevando a Meet the Beatles! del primer puesto. Era la primera vez que un artista se substituía a sí mismo con un álbum en el número uno del Billboard.
A diferencia de los discos británicos del grupo, The Beatles' Second Album estaba compuesto exclusivamente de canciones de ritmo rápido, y por esta razón era el álbum favorito de algunos aficionados de The Beatles y críticos del rock. "The Beatles' Second Album se mantiene quizás como el mejor álbum de puro rock and roll que se haya editado jamás de toda la música del grupo", se llegó a escribir en una reseña en Allmusic.
The Beatles' Second Album tuvo la única "verdadera" versión en estéreo de la canción "Thank You Girl", no editada en ningún otro álbum británico o americano hasta su publicación como parte del Past Masters en 2009 (esta versión del tema fue incluida en The Beatles Beat, una edición alemana). "Thank You Girl" apareció en The Beatles' Second Album con algún eco añadido a su sonido.
En 2004, este álbum fue lanzado de nuevo por primera vez en CD como parte integrante de la colección The Capitol Albums Vol. 1 (que incluía también los LP Meet the Beatles!, Something New y Beatles '65).
En 2014, este álbum fue lanzado con las remasterizaciones de 2009 dentro del recopilatorio The U.S. Albums.

## Lista de canciones
Todas las canciones escritas y compuestas por John Lennon-Paul McCartney, excepto donde está indicado. 
| Cara 1 |                                                     |                     |          |  |
| N.º    | Título                                              | Vocalista principal | Duración |  |
| 1.     | «Roll Over Beethoven» (Chuck Berry)                 | Harrison            | 2:44     |  |
| 2.     | «Thank You Girl»                                    | Lennon y McCartney  | 2:01     |  |
| 3.     | «You Really Got a Hold on Me» (W. Robinson)         | Lennon y Harrison   | 2:58     |  |
| 4.     | «Devil in Her Heart» (Drapkin)                      | Harrison            | 2:24     |  |
| 5.     | «Money (That's What I Want)» (Berry-Gordy-Bradford) | Lennon              | 2:47     |  |
| 6.     | «You Can't Do That»                                 | Lennon              | 2:33     |  |
| 7.     | «Long Tall Sally» (Johnson-Penniman-Blackwell)      | McCartney           | 2:03     |  |
| 8.     | «I Call Your Name»                                  | Lennon              | 2:09     |  |
| 9.     | «Please Mister Postman» (Holland)                   | Lennon              | 2:34     |  |
| 10.    | «I'll Get You»                                      | Lennon              | 2:04     |  |
| 11.    | «She Loves You»                                     | Lennon y McCartney  | 2:19     |  |
| 26:36  |                                                     |                     |          |  |

Nota: La canción «Money (That's What I Want)» estaba acreditada de forma extraña como compuesta por Berry-Gordy-Bradford en la etiqueta del disco de este álbum, aunque, para su primera versión interpretada por el cantante americano Barrett Strong, apareció firmada originalmente como J. Bradford & B. Gordy (Janie Bradford y Berry Gordy, Jr.) en 1959. El tema «Please Mister Postman» estaba acreditado solo a Brian Holland en la edición original de The Beatles' Second Album, aún habiéndose acreditado a Dobbins-Garrett-Brianbert (Brianbert = Brian Holland y Robert Bateman) la canción original interpretada por las Marvelettes en 1961. Con la reedición de la discografía original británica de los Beatles en CD en 1987, esta canción sería acreditada de forma definitiva a Georgia Dobbins, William Garrett, Freddie Gorman, Brian Holland y Robert Bateman en los créditos del álbum With the Beatles.

## Créditos
The Beatles
- John Lennon — vocalista, guitarra rítmica, armónica
- Paul McCartney — vocalista, bajo
- George Harrison — vocalista, guitarra solista
- Ringo Starr — batería, maracas, congas

Músicos adicionales
- George Martin — piano en «You Really Got a Hold on Me» y «Money (That's What I Want)»

Producción
- George Martin — productor
- Norman Smith — ingeniero

Otros
- Fotos: Joe Covello/Black Star

## Posición en las listas de éxitos
| País           | Lista (1964) | Posición más alta |
| -------------- | ------------ | ----------------- |
| Estados Unidos | Billboard    | N.º 1             |
| Estados Unidos | Record World | N.º 1             |
| Estados Unidos | Cash Box     | N.º 1             |